# سهره سبز سینه‌زرد

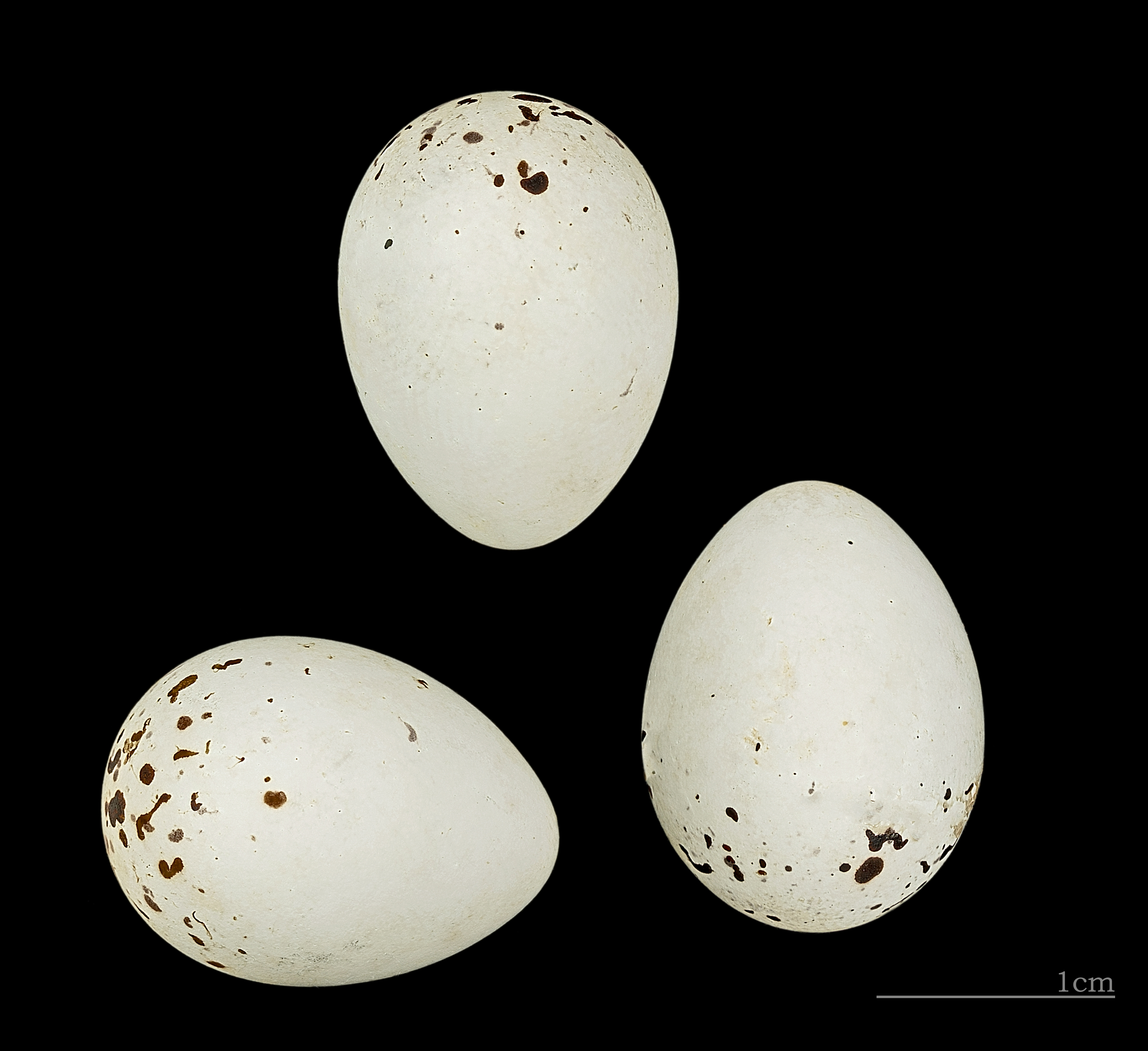
تخم‌ها در موزه تولوز

سهره سبز سینه‌زرد (نام علمی: Chloris spinoides)، یک پرنده گنجشک‌سان کوچک از خانواده سهرگان است که بومی مناطق شمالی شبه‌قاره هند است.
این گونه عمدتاً در ارتفاعات میانی هیمالیا و در بخش‌هایی از جنوب شرق آسیا دیده می‌شود. در سراسر افغانستان، بوتان، هند، میانمار، نپال، تایلند، تبت و ویتنام قرار دارد. زیستگاه طبیعی آن جنگل‌های معتدله و بوته‌زارهای معتدل است.

## زیرگونه‌ها
دو زیرگونه شناخته شده‌است:
- سهره سبز سینه‌زرد هیمالیایی (C. s. spinoides) (Vigors، ۱۸۳۱) - پاکستان، هیمالیا، شمال شرقی هند و جنوب تبت
- سهره سبز سینه‌زرد هندی (C. s. heinrichi) (Stresemann، ۱۹۴۰) - شمال شرقی هند و غرب میانمار